# Las estrellas, mi destino
Las estrellas, mi destino (en inglés, The Stars My Destination), también publicada como Tigre, tigre, es una novela de ciencia ficción del escritor estadounidense Alfred Bester. Ambientada en el siglo XXIV o XXV, que varía entre las ediciones del libro, cuando los humanos han colonizado el Sistema solar, cuenta la historia de Gully [Gulliver] Foyle, un teletransportador impulsado por un ferviente deseo de venganza. Su primera publicación fue en forma de libro en junio de 1956 en el Reino Unido, donde se tituló Tiger! Tiger! (¡Tigre! ¡Tigre!), llamado así por el poema de William Blake de 1794 El tigre, cuyo primer verso aparece en la primera página de la novela. El libro sigue siendo ampliamente conocido bajo ese título en los mercados en los que se ha distribuido esta edición. Posteriormente fue publicado en la revista Galaxy en cuatro partes a partir del número de octubre de 1956.

## Argumento
La historia se desarrolla en el siglo 24 (o 25 dependiendo de la edición), el jaunting (teletransportación personal) ha alterado tanto el equilibrio social y económico que los Planetas interiores están en guerra con los Satélites exteriores. Gully Foyle, tripulante de la nave mercante Nomad, propiedad de Presteign, un hombre inculto, incompetente y sin ambiciones cuya vida está en un callejón sin salida, queda abandonado en el espacio cuando la nave es atacada y solo él sobrevive. Después de seis meses de espera por su rescate, una nave que pasa, la Vorga, también propiedad del poderoso clan industrial Presteign, ignora su señal y lo abandona. Foyle se enfurece y se vuelve un hombre consumido por la venganza, el primero de muchos cambios.
Foyle repara la nave, pero es capturado por un culto cargo en el Cinturón de asteroides que le tatúa una horrible máscara de tigre en la cara. Se las arregla para escapar y es devuelto a Terra. Su intento de hacer estallar la Vorga fracasa, y es capturado por Presteign. Sin que Foyle lo supiera, la Nomad llevaba "PyrE", un nuevo material que marcará la diferencia entre la victoria y la derrota en la guerra. Presteign contrata a Saul Dagenham para interrogar brutalmente a Foyle y así encontrar la nave y el PyrE.
Protegido por su sed de venganza, Foyle no puede ser abatido, y es puesto en una prisión a prueba de jaunting. Allí se encuentra con Jisbella McQueen, que le enseña a pensar con claridad y le dice que debe averiguar quién dio la orden de no rescatarlo. Juntos escapan y se quita los tatuajes, pero no en su totalidad: las cicatrices subcutáneas se hacen visibles cuando Foyle se emociona demasiado. Se dirigen al Nomad, donde recuperan al PyrE junto con riquezas en platino. Jisbella es capturada por Dagenham cuando Foyle la abandona y escapa.
Algún tiempo después, Foyle resurge como 'Geoffrey Fourmyle', un nuevo rico dandy. Foyle se ha educado rigurosamente y ha modificado su cuerpo para convertirse en una máquina de matar. A través del yoga ha logrado el autocontrol emocional necesario para evitar que sus estigmas se manifiesten. Busca a Robin Wednesbury, una telépata unidireccional (a quien había violado anteriormente en la novela) y luego de convencerla, la contrata como asistente para lograr a hacerse un lugar en la alta sociedad.
Foyle rastrea a la elusiva tripulación del Vorga para descubrir la identidad del capitán del barco, pero al interrogarlos mueren, dado que habían sido implantados con un dispositivo cerebral llamado reflejo de muerte. Cada vez que esto sucede, Foyle es atormentado por la aparición de 'The Burning Man', una aparición con su misma apariencia pero llamas y con sus estigmas marcados.
En una fiesta de sociedad, Foyle se enamora de la hija de Presteign, Olivia (quien es casi completamente ciega de nacimiento; solo puede ver en espectros infrarrojos). Se reencuentra con Jisbella, quien elige no revelar la identidad de Foyle a Dagenham (de quien ahora es amante). Luego se revela que Dagenham se había cuenta de todos modos, ya que el alias de Foyle ('Geoffrey Fourmyle') fue implantado en su subconsciente durante el interrogatorio. 
Esa misma noche, durante un ataque nuclear de los Satélites Exteriores, Foyle busca a Olivia para salvarla luego de que todos en la fiesta escaparan vía jaunting. Al encontrarla, conversan y Olivia le dice que para conquistarla él debebía ser tan cruel y despiadado como ella.
Robin, traumatizada por los ataques, intenta negociar su salida del acuerdo con Foyle, ofreciéndole a cambio el nombre de otro miembro de la tripulación del Vorga. En un principio Foyle acepta, pero inmediatamente después de recibir la información se niega a dejarla ir. En respuesta a aquella traición, Robin acude a la Inteligencia Central para revelar la identidad de Geoffrey Fourmyle.
Foyle se entera de que la capitana del Vorga se unió a un culto en Marte y se ha operado para remover todos sus nervios sensoriales, haciéndola inmune a la tortura convencional. Foyle secuestra a un telépata bidireccional para interrogar a la capitana, descubriendo así que el Vorga no lo rescató porque la tripulación estaba traficando refugiados, a quienes les robaban todas sus pertenencias y los expulsaban al espacio. También se entera de que Olivia Presteign era la persona a cargo. 
Después de escapar de Marte y casi morir en el intento, Olivia (a bordo del Vorga) lo rescata de los Comandos Marcianos. Ella revela que eligió salvarlo porque ve en Foyle a alguien con un odio igual de intenso que el de ella, y que lo necesita destruir para que él la destruya.
Abatido por su conciencia culposa, Foyle intenta entregarse al abogado de Presteign, Regis Sheffield, conocido públicamente como un gran patriota terrestre. Desafortunadamente, Sheffield resulta ser un espía de los Satélites Exteriores y captura a Foyle. Sheffield le dice a Foyle que cuando el Nomad fue atacado, Foyle fue extraído de la nave, transportado a 600,000 millas de distancia y dejado a la deriva en un traje espacial—para ser usado como señuelo para atraer a las naves de Planetas Interiores para emboscarlos  y saquearlos. En lugar de eso, Foyle hizo el primer jaunting espacial de la historia (considerado imposible luego de miles de experimentos fallidos), teletransportándose de regreso al Nomad. 
Desde ese momento los satélites exteriores estuvieron detrás de no solo el PyrE, sino que también de Foyle, para aprender el secreto del jaunting espacial.
Mientras tanto, Presteign revela que el PyrE es un explosivo que se activa con "pensamiento y voluntad", lo que hace que Robin sea la candidata ideal para activarlo. Desencadenan la explosión del PyrE esperando que así Foyle se apareciera. Los pedazos y restos de PyrE que quedaron esparcidos por el mundo por las pruebas de Foyle para determinar su propósito causan destrucción en gran escala, pero principalmente en el campamento abandonado de Foyle en la Catedral de San Patricio, donde Sheffield lo tiene secuestrado. La iglesia se derrumba parcialmente, matando a Sheffield y atrapando a Foyle, inconsciente pero vivo, sobre un pozo de fuego y metal fundido. La explosión daña los implantes nueurológicos de Foyle, causándole sinestesia. En su confusión y miedo, Foyle intenta un jaunt, pero esta vez viaja por el espacio y el tiempo. Su imagen se proyecta al pasado y al futuro como la de un hombre en llamas con el estigma de tigre marcado en su cara.  Finalmente aterriza en el futuro, donde Robin le dice telepáticamente cómo escapar de la catedral que se derrumba.
De vuelta al presente, Foyle se ve presionado para entregar el resto del PyrE, que estaba protegido de la explosión por su contenedor de isótopos de plomo inerte, y para revelar a la humanidad el secreto del jaunting espacial. El protagonista los lleva al lugar donde se esconde el resto del PyrE, pero se escapa con él y viaja por todo el mundo, arrojando balas de PyrE  a la multitud, instándolos a tomar una decisión: destruirse a sí mismos o seguirlo al espacio.
Foyle ahora se da cuenta de que la clave para pasear por el espacio es la fe: no la certeza de una respuesta, sino la convicción de que en algún lugar existe una respuesta. Viaja de una estrella cercana a otra, encontrando nuevos mundos adecuados para la colonización, pero accesibles solo si comparte el secreto del paseo espacial. Vuelve a descansar con el culto cargo, donde la gente lo ve como un hombre santo y espera su revelación.

## Trasfondo e influencias
Las estrellas, mi destino anticipó muchos de los elementos básicos del posterior movimiento ciberpunk, por ejemplo las megacorporaciones tan poderosas como los gobiernos, una oscura visión general del futuro y la mejora cibernética del cuerpo. Bester añadió a esta mezcla el concepto de que los seres humanos podrían aprender a teletransportarse de un punto a otro, siempre que conozcan los lugares exactos de su partida y llegada y hayan visto físicamente el destino, similar a Gilbert Gosseyn de A. E. van Vogt en la novela de 1948 El mundo de los No-A. Hay un límite absoluto general: nadie puede viajar por el espacio exterior (un viaje de mil millas es el máximo que cualquier viajero puede alcanzar, e incluso eso es extremadamente raro). En la superficie de un planeta, el jaunte domina de manera absoluta; sin embargo, la humanidad sigue restringida a la maquinaria. En este mundo, la telepatía es extremadamente rara, pero existe. Un personaje importante es capaz de enviar pensamientos pero no de recibirlos. Hay menos de media docena de telépatas completos en todos los mundos del sistema solar.
La novela puede ser vista como una adaptación de ciencia ficción de El conde de Montecristo de Alexandre Dumas. Es el estudio de un hombre completamente falto de imaginación o ambición, Gulliver Foyle, que se presenta con "Estaba muriendo ciento setenta días y aún no estaba muerto...". Foyle es un enigma, un hombre con potencial pero sin motivación, que de repente se encuentra abandonado en el espacio. Ni siquiera esto es suficiente para incentivarlo a encontrar aire y comida en el naufragio. Pero todo cambia cuando una aparente nave de rescate lo ignora, sacándolo inevitablemente de su pasividad. Foyle se convierte en un monstruo monomaníaco y sofisticado decidido a vengarse. Usando muchas máscaras, aprendiendo muchas habilidades, este hombre "inútil" persigue sus objetivos sin descanso; ningún precio es demasiado alto a pagar.
Como Edmond Dants en El conde de Montecristo, Foyle es enviado a una prisión a prueba de jauntes ubicada en las cavernas. Establece una relación secreta con otra prisionera, Jisbella McQueen, y gracias a ella es instruido hasta que puede concebir un plan para escapar y ejecutar su venganza. Al escapar con ella y localizar el naufragio de la Nomad, utiliza su tesoro, como lo hizo Dantès, para reinventarse como Geoffrey Fourmyle.
La situación del náufrago ignorado por los barcos que pasaban provenía de una historia de la revista National Geographic que Bester había leído, acerca del marinero náufrago Poon Lim que había sobrevivido cuatro meses en una balsa en el Atlántico Sur durante la Segunda Guerra Mundial, y los barcos habían pasado por delante de él sin recogerlo, porque sus capitanes temían que la balsa fuera un señuelo para atraerlos al alcance de los torpedos de los submarinos alemanes.
Bester contó una vez que usó una narración amena en un momento dado para captar la atención del lector.

## Ediciones en español
- Las estrellas, mi destino. Dronte, 1970. Trad. Sebastián Martínez.
- Tigre, tigre. Martínez Roca, 1981. Trad. Sebastián Martínez. ISBN 9788427006232
- Las estrellas, mi destino. Gigamesh, 1999. Trad. Sebastián Martínez. ISBN 9788493066321